# تپه کت قالاسی
تپه کت قالاسی مربوط به هزاره اول قبل از میلاد است و در شهرستان ورزقان، بخش مرکزی، دهستان بکرآباد، چسبیده به ضلع شمالی روستای دایممق واقع شده و این اثر در تاریخ ۲۷ اسفند ۱۳۸۷ با شمارهٔ ثبت ۲۶۴۲۳ به‌عنوان یکی از آثار ملی ایران به ثبت رسیده است.